# 三斑沙鰈
三斑沙鰈（学名：Samariscus triocellatus），又名扁魚、皇帝魚、半邊魚、比目魚，为輻鰭魚綱鰈形目鰈亞目冠鰈科沙鰈屬下的一个种，為熱帶海水魚，分布於印度太平洋區，從東非至夏威夷群島、社會群島海域，棲息深度3-30公尺，體長可達10公分，棲息在潟湖、珊瑚礁區，以小型底棲生物為食，生活習性不明。